# Yehoash (Blumgarten)
Solomon Blumgarten (Virbalis, 16 de setembro de 1872 — Bronx, 10 de janeiro de 1927; em iídiche:  שלמה בלומגאַרטען), conhecido por seu pseudônimo Yehoash (em iídiche:  יהואַש), foi um poeta, estudioso e tradutor de língua iídiche. Yehoash foi "geralmente reconhecido por aqueles familiarizados com a literatura [iídiche], como seu maior poeta vivo e um de seus mais habilidosos", de acordo com uma resenha do New York Times em 1923.

## Biografia
Nascido em Virbalis, no Império Russo (hoje Lituânia), emigrou para os Estados Unidos em 1890 e se estabeleceu em Nova Iorque. Durante uma década, ele era um homem de negócios, mas escreveu em período integral a partir de 1900, quando entrou em um sanatório para tuberculose.
Uma visita à Palestina em 1914 o levou a escrever um trabalho em três volumes descrevendo a viagem e o país. Sua descrição foi posteriormente traduzida para o inglês como The Feet of the Messenger. Suas traduções incluíram partes do Alcorão, escritos em árabe clássico e o Pirkei Avot. Com Charles David Spivak, ele escreveu um dicionário dos elementos loshn koydesh (hebraico mishnáico e aramaico babilônico judaico) do ídiche, ilustrado com expressões idiomáticas e provérbios. Uma obra-chave foi sua tradução da Bíblia, que era uma obra padrão.
Sua produção incluiu versos, traduções, poesia, contos, ensaios e fábulas em iídiche e alguns artigos em inglês. Sua poesia foi traduzida para russo, holandês, polonês, finlandês, alemão, espanhol, inglês e hebraico. Ele foi responsável por traduzir muitas obras da literatura mundial para o ídiche, incluindo Hiawatha, de Longfellow, e uma tradução muito popular da Bíblia. Sua versão foi aclamada como uma contribuição de importância nacional e talvez a maior obra-prima da língua iídiche. Sua edição de dois volumes tornou-se um trabalho padrão para lares falantes de ídiche em todo o mundo.
Ele morreu repentinamente em sua casa, na 943 Whitlock Avenue, no Bronx, onde morava com sua esposa, Flora, e sua filha, Evelyn Chave, na época estudante do Hunter College. Na época de sua morte, ele era editor do jornal The Day.